# جان دورنباس
جان دورنباس (متولد۲۱ ژوئیهٔ ۱۹۸۰ ‏(۴۴ سال)) شعبده باز و لانگ اسنپر فوتبال آمریکایی و مقام سوم فصل یازدهم مسابقات آمریکا استعداد دارد می‌باشد. جان برای فوتبال کالجی برای دانشگاه ال پاسو تگزاس بازی می‌کرد چندی بعد به عنوان بازیکن آزاد به تیم بافلو بیلز پیوست. جان همچنین برای تیم‌های تنسی تایتانز و فیلادلفیا ایگلز بازی می‌کرد. جان ۱۶۳ بازی در ۱۱ فصل در فوتبال آمریکایی بازی کرد و پس از بازنشستگی در سن ۳۶ سالگی به عنوان شعبده باز کار خود را ادامه داد. همچنین جان دورنباس فینالیست مسابقه آمریکا استعداد دارد: قهرمانان بود.